# Avéron-Bergelle
Avéron-Bergelle is een gemeente in het Franse departement Gers (regio Occitanie) en telt 166 inwoners (2005). De plaats maakt deel uit van het arrondissement Mirande.

## Geografie
De oppervlakte van Avéron-Bergelle bedraagt 14,5 km², de bevolkingsdichtheid is 11,4 inwoners per km².
De onderstaande kaart toont de ligging van Avéron-Bergelle met de belangrijkste infrastructuur en aangrenzende gemeenten.

## Demografie
Onderstaande figuur toont het verloop van het inwonertal (bron: INSEE-tellingen).